# Bursen
Bursen är en sjö i Ljusdals kommun i Hälsingland och ingår i Ljusnans huvudavrinningsområde. Sjön har en area på 1,04 kvadratkilometer och ligger 253 meter över havet. Sjön avvattnas av vattendraget Örasjöån.

## Delavrinningsområde
Bursen ingår i det delavrinningsområde (688914-150190) som SMHI kallar för Utloppet av Bursen. Medelhöjden är 341 meter över havet och ytan är 10,8 kvadratkilometer. Räknas de 3 avrinningsområdena uppströms in blir den ackumulerade arean 52,22 kvadratkilometer. Örasjöån som avvattnar avrinningsområdet har biflödesordning 3, vilket innebär att vattnet flödar genom totalt 3 vattendrag innan det når havet efter 164 kilometer. Avrinningsområdet består mestadels av skog (81 procent). Avrinningsområdet har 1,03 kvadratkilometer vattenytor vilket ger det en sjöprocent på 9,5 procent.